# Villagómez
Villagómez – miasto w Kolumbii, w departamencie Cundinamarca.